# Lista siturilor arheologice din județul Maramureș - D
Lista siturilor arheologice din județul Maramureș - D conține toate siturile arheologice din județul Maramureș înscrise în Repertoriul Arheologic Național (RAN) și aflate în localități al căror nume începe cu litera D. RAN este administrat de Ministerul Culturii și Patrimoniului Național și cuprinde date științifice, cartografice, topografice, imagini și planuri, precum și orice alte informații privitoare la zonele cu potențial arheologic, studiate sau nu, încă existente sau dispărute.
Puteți căuta un sit din localitățile care încep cu litera D folosind formularul de mai jos sau puteți naviga prin toate siturile din județ la Lista siturilor arheologice din județul Maramureș.
| Cod RAN                                | Denumire | Localitate                              | Adresă             | Datare       | Descoperit                                     | Coordonate | Imagine           | Erori            |
| -------------------------------------- | --- | --------------------------------------- | ------------------ | ------------ | ---------------------------------------------- | ---------- | ----------------- | ---------------- |
| 106862.01.01 (Cod LMI: MM-I-s-B-04384) | Așezarea Suciu de Sus de la Dămăcușeni - "La Obreja" / ansamblu anonim (Categorie: locuire civilă) (Tip: Așezare) | sat Dămăcușeni, oraș Târgu Lăpuș        | La Obreja          | Suciu de Sus |                                                |            | Încărcați imagine | Raportați eroare |
| 106871.01.01                           | Așezarea preistorică de la Dobricu Lăpușului / ansamblu anonim (Categorie: locuire civilă) (Tip: Așezare)         | sat Dobricu Lăpușului, oraș Târgu Lăpuș |                    |              |                                                |            | Încărcați imagine | Raportați eroare |
| 107984.02.01                           | Așezarea medievală de la Desești - Izvorul Valea Mare / ansamblu anonim (Categorie: locuire) (Tip: Așezare)       | sat Desești, comuna Desești             | Izvorul Valea Mare |              |                                                |            | Încărcați imagine | Raportați eroare |
| 106862.02                              | Așezarea Suciu de Sus de la Dămăcușeni - Porgolat (Categorie: locuire) (Tip: așezare)                             | sat Dămăcușeni, oraș Târgu Lăpuș        | Porgolat           |              | Aleksandra Osinska, L. D. Nebelsick 19.10.2007 |            | Încărcați imagine | Raportați eroare |
| 106862.03.01                           | Așezarea hallstattiană de la Dămăcușeni - Poderei / ansamblu anonim (Categorie: locuire) (Tip: Așezare)           | sat Dămăcușeni, oraș Târgu Lăpuș        | Poderei            |              | D. Pop, Z. Șomcutean 28.08.2003                |            | Încărcați imagine | Raportați eroare |